# Siphonophora flaviceps
Siphonophora flaviceps är en mångfotingart som beskrevs av Pocock 1894. Siphonophora flaviceps ingår i släktet Siphonophora och familjen Siphonophoridae. Inga underarter finns listade i Catalogue of Life.